# Melanocharis nigra
Il beccabacche nero (Melanocharis nigra (Lesson, 1830)) è un uccello passeriforme della famiglia Melanocharitidae.

## Etimologia
Il nome scientifico della specie, nigra, deriva dal latino ed è un riferimento alla livrea di questi uccelli: il loro nome comune altro non è che la traduzione di quello scientifico.

## Descrizione

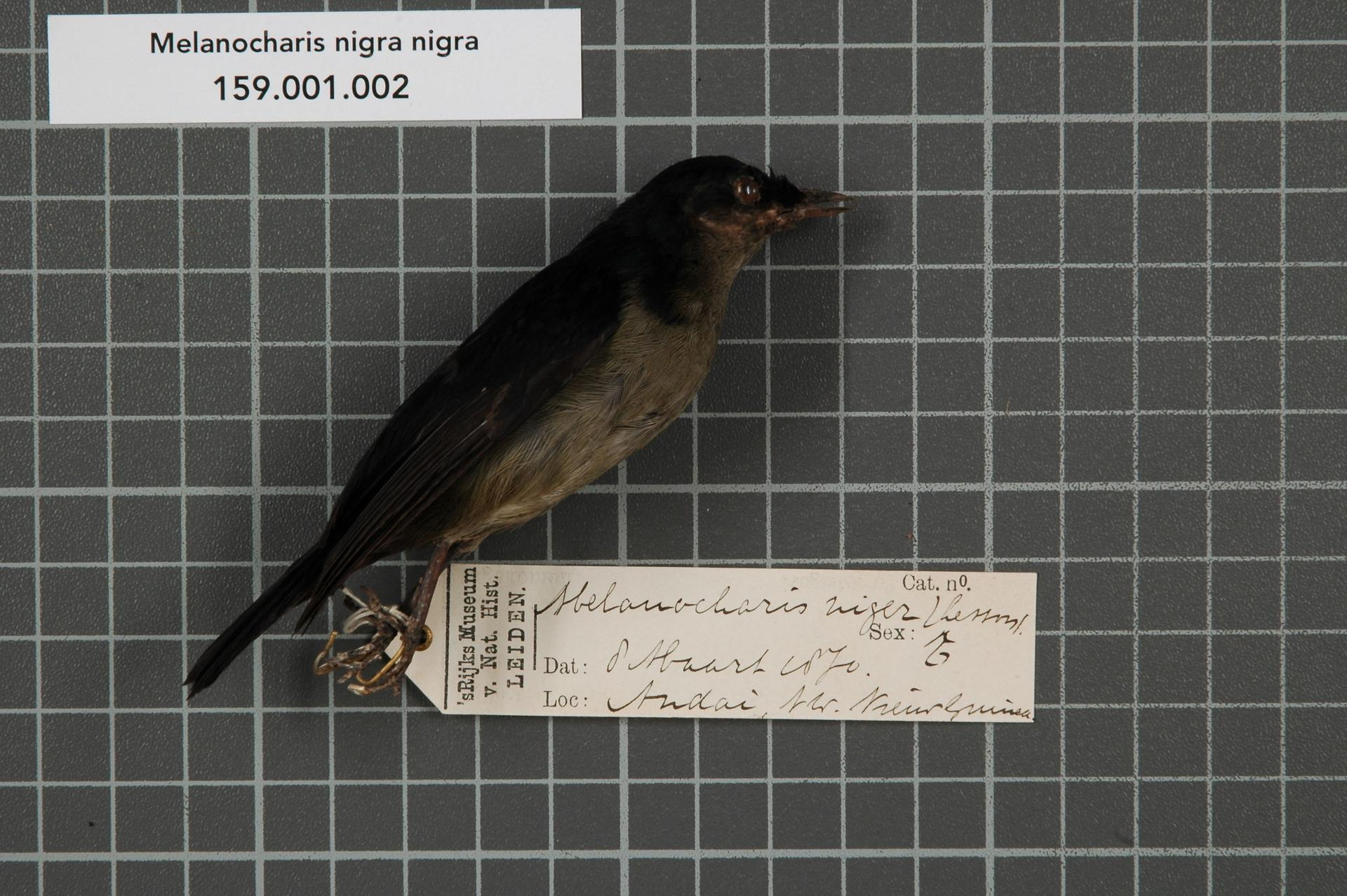
Maschio impagliato.

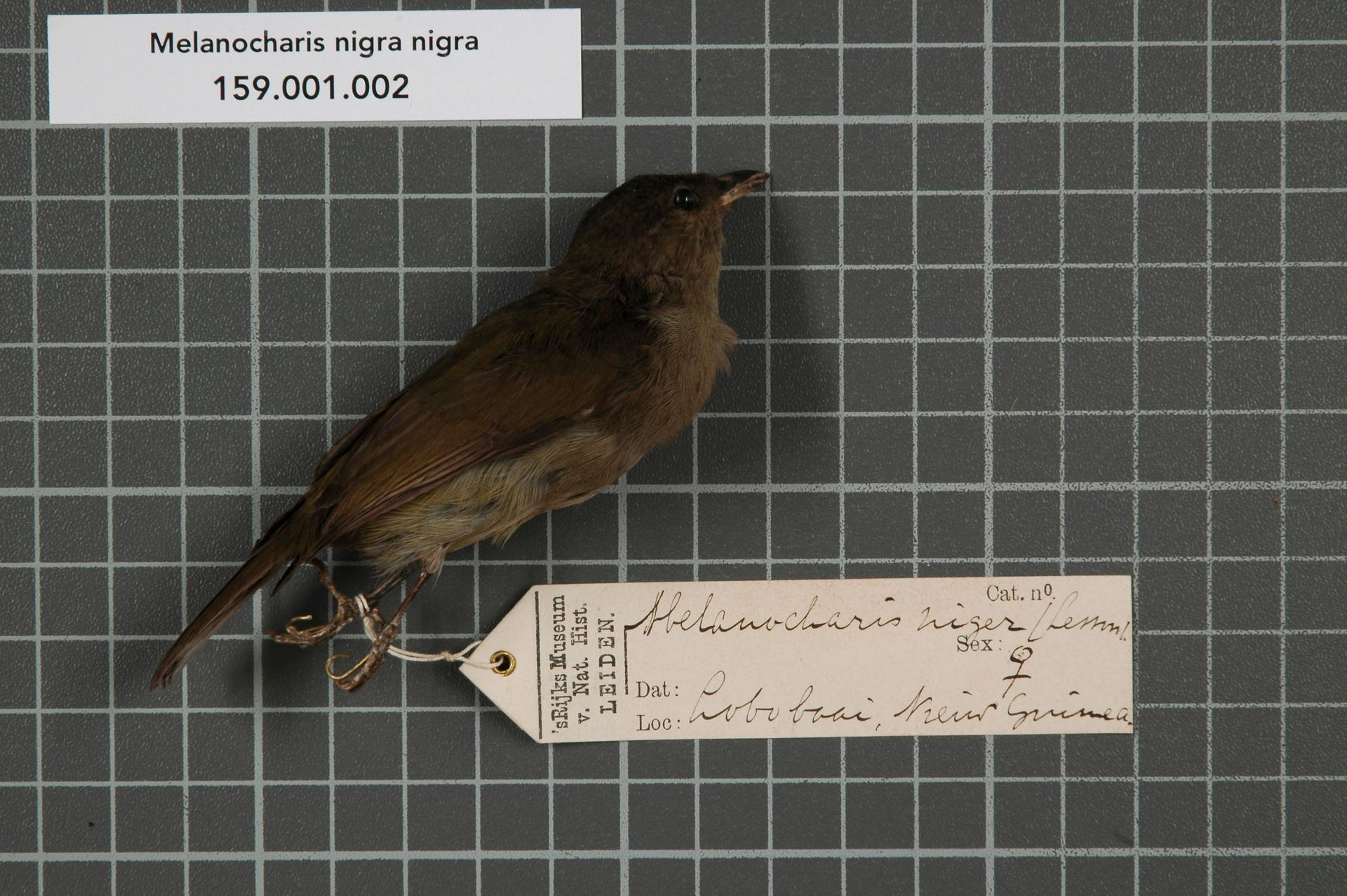
Femmina impagliata.

### Dimensioni
Misura 11,5 cm di lunghezza, per 11,5 g di peso.

### Aspetto
Si tratta di uccelli dall'aspetto paffuto e massiccio, muniti di testa allungata, becco sottile e di media lunghezza, forti zampe e coda di media lunghezza.
Il piumaggio presenta dimorfismo sessuale ben evidente: nei maschi, infatti, come intuibile sia dal nome comune che dal nome scientifico fronte, vertice, nuca, dorso, ali e coda sono di colore nero-bluastro (con sfumature metalliche su queste ultime due parti), mentre gola, petto, ventre e fianchi sono di colore grigio-olivastro. Nelle femmine, invece, testa e dorso sono di colore grigio-nerastro, mentre gola, petto, ventre e fianchi sono grigio-biancastri e dorso, ali e coda tendono al bruno-olivastro, rendendole molto simili agli affini beccabacche oscuri.
In ambedue i sessi becco e zampe sono di colore nerastro, mentre gli occhi sono di colore bruno scuro.

## Biologia
Si tratta di uccelletti molto vivaci ed attivi, in continuo movimento fra i cespugli ed i rami degli alberi alla ricerca di cibo: essi presentano abitudini di vita essenzialmente diurne e si muovono perlopiù da soli o in coppie, talvolta associandosi a stormi misti con altre specie.

### Alimentazione
La dieta di questi animali si compone in massima parte di bacche e piccoli frutti maturi: essi si nutrono inoltre di tanto in tanto anche di insetti ed altri piccoli invertebrati reperiti fra le spaccature della corteccia.

### Riproduzione
Il periodo riproduttivo non è ben definito e possono essere osservate coppie in amore da aprile a gennaio: si tratta di uccelli rigidamente monogami, con le femmine che si occupano della costruzione del nido (una struttura a coppa fatta di fibre vegetali e licheni intrecciati e posizionata sulla punta del ramo di un albero) e della cova, mentre i maschi collaborano nell'allevamento dei pulli, che sono ciechi ed implumi alla schiusa e passano un periodo coi genitori anche dopo aver lasciato il nido, seguendoli nei loro spostamenti prima di allontanarsene in maniera definitiva divenendo indipendenti.

## Distribuzione e habitat
Il beccabacche nero abita gran parte della Nuova Guinea, ad eccezione delle aree montuose centrali (a differenza della maggior parte degli altri Melanocharitidae e dei beccabacche in particolare, infatti, questa specie non è legata alle aree montane), della fascia costiera sud-occidentale e delle coste meridionali della baia di Cenderawasih: lo si trova inoltre su alcune isole vicine (Waigeo, Misool, Salawati, Yapen) e nelle isole Aru.
L'habitat di questi uccelli è rappresentato dalla foresta pluviale primaria e secondaria (purché sia ben matura) e dalla foresta monsonica: essi colonizzano anche le piantagioni di tek.

## Tassonomia
Se ne riconoscono quattro sottospecie:
- Melanocharis nigra nigra (Lesson, 1830) - la sottospecie nominale, diffusa nella penisola di Doberai e nelle vicine isole di Salawati e Misool;
- Melanocharis nigra pallida Stresemann & Paludan, 1932 - endemica di Waigeo;
- Melanocharis nigra unicolor Salvadori, 1878 - diffusa nelle isole della baia di Cenderawasih ed in Nuova Guinea settentrionale, orientale e sud-orientale;
- Melanocharis nigra chloroptera Salvadori, 1876 - diffusa nelle isole Aru, oltre che in Nuova Guinea centro-meridionale.

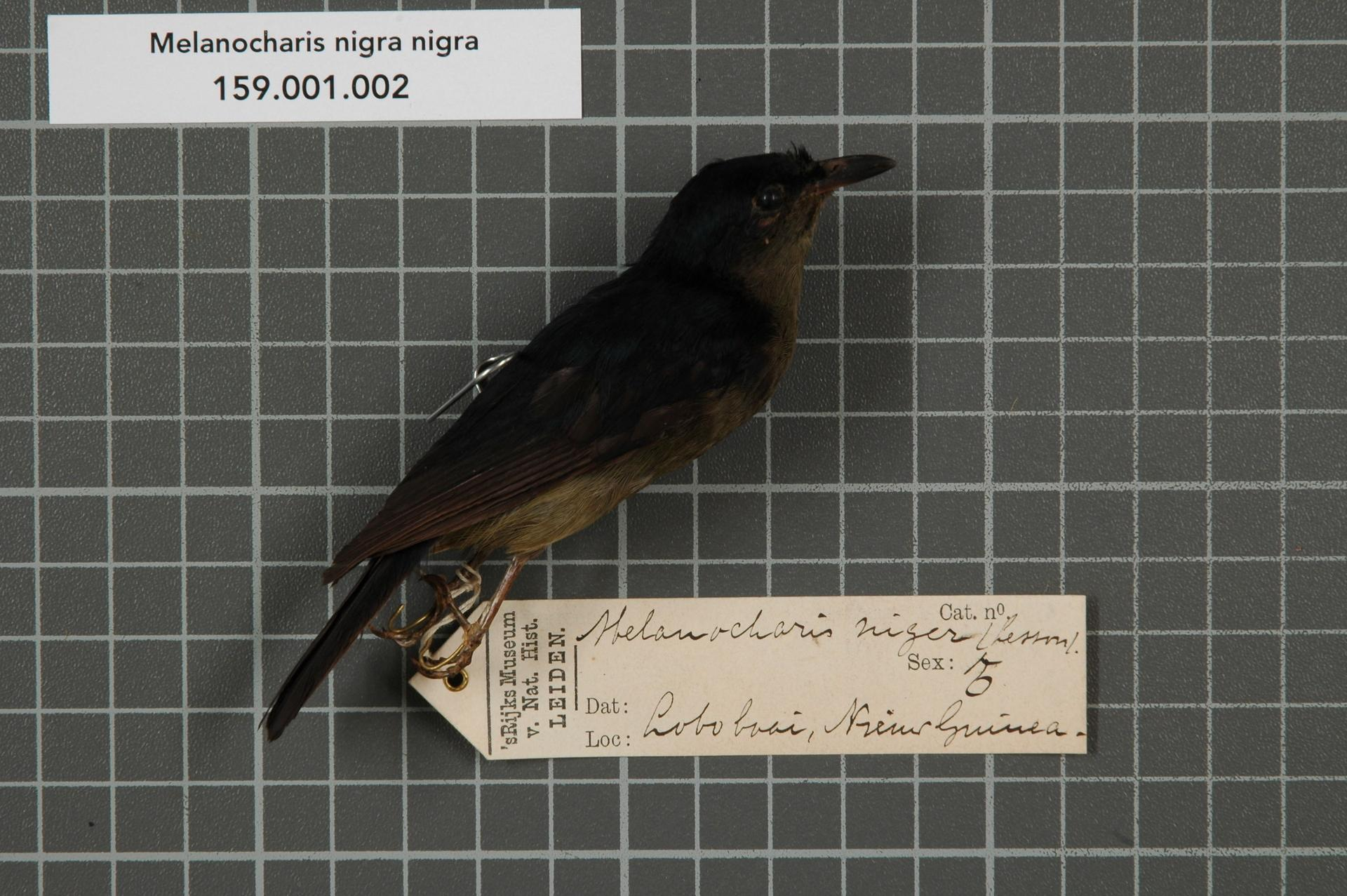
Maschio impagliato della sottospecie nominale.
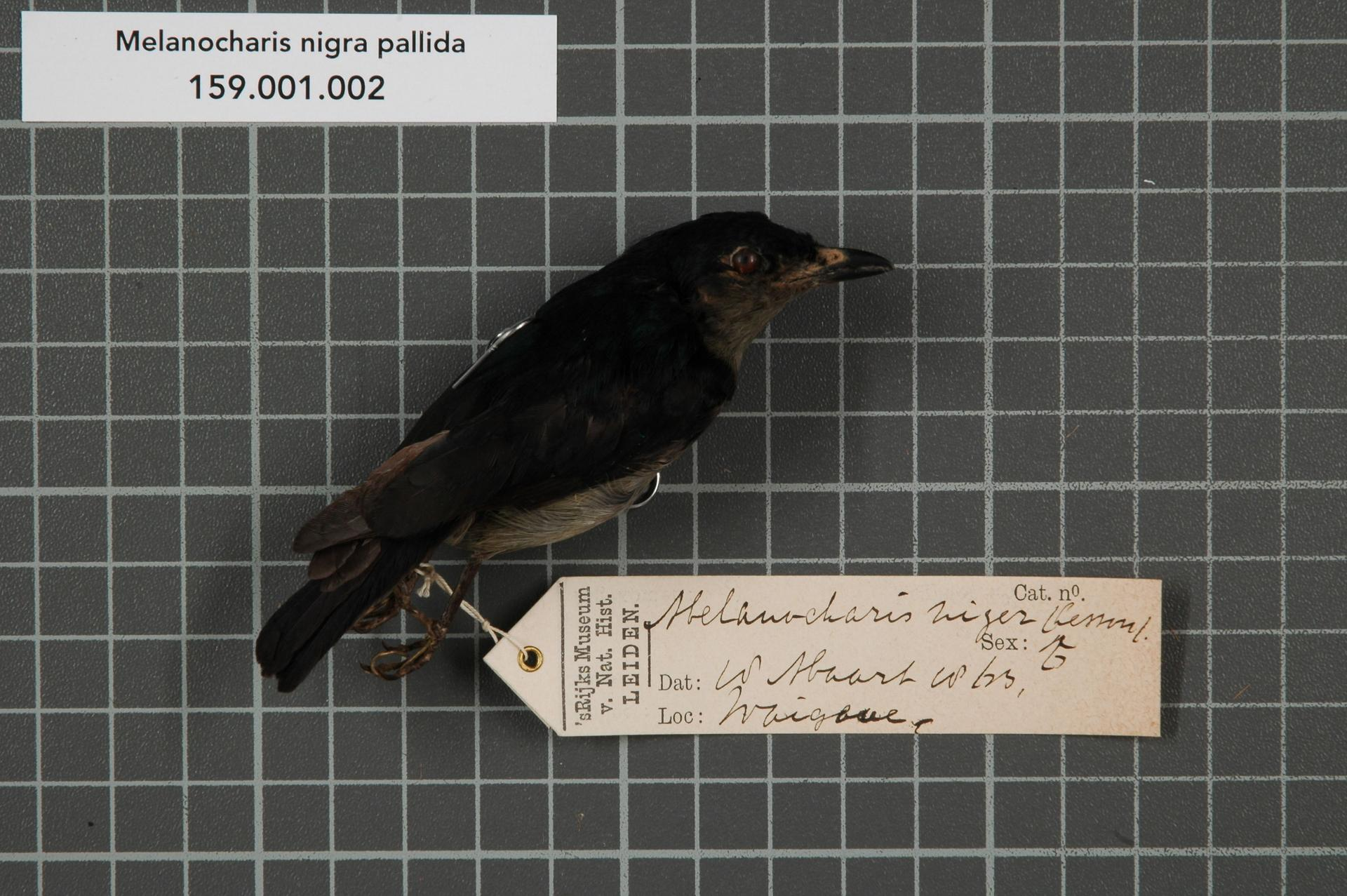
Maschio impagliato della sottospecie pallida.
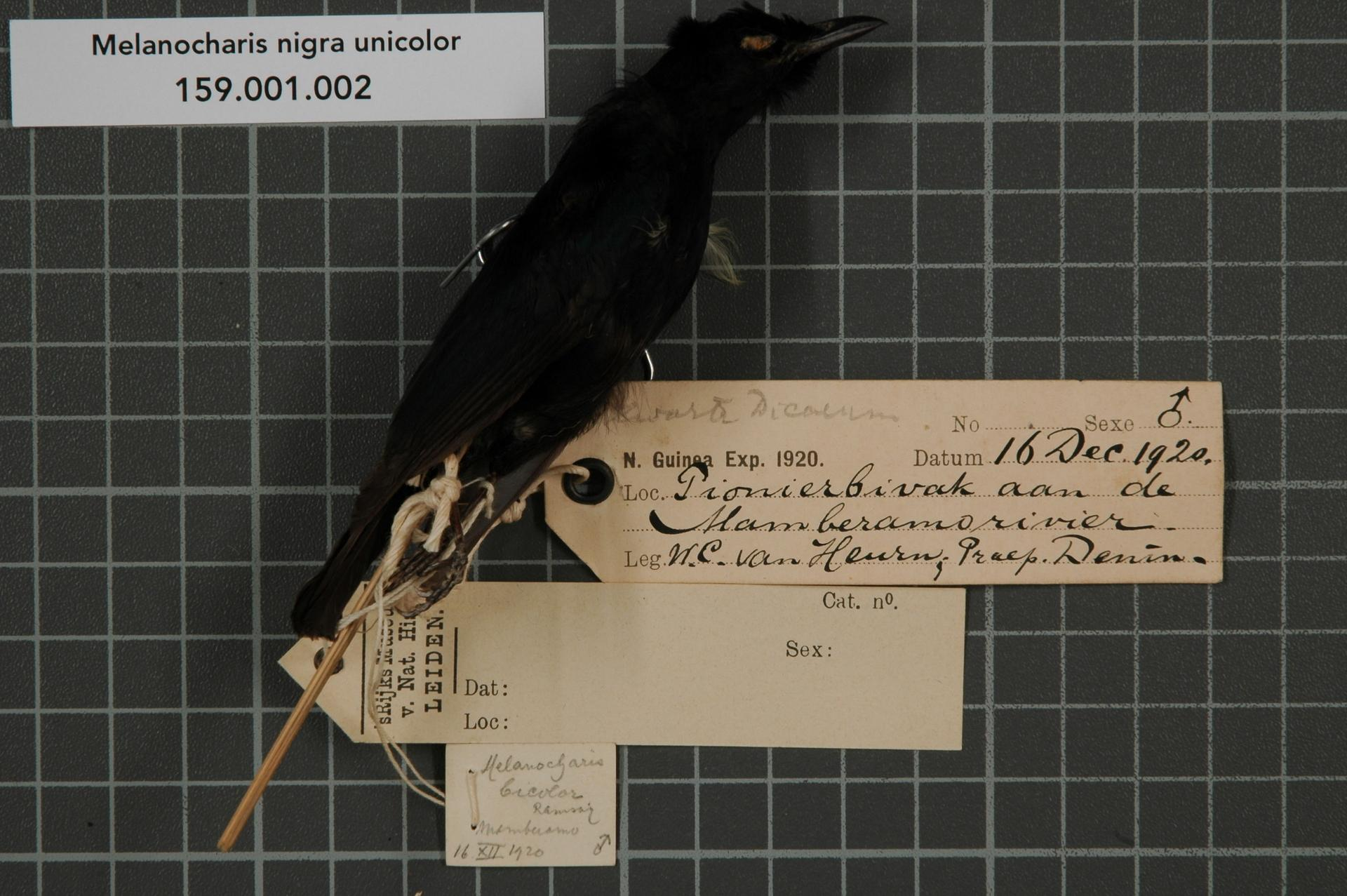
Maschio impagliato della sottospecie unicolor.
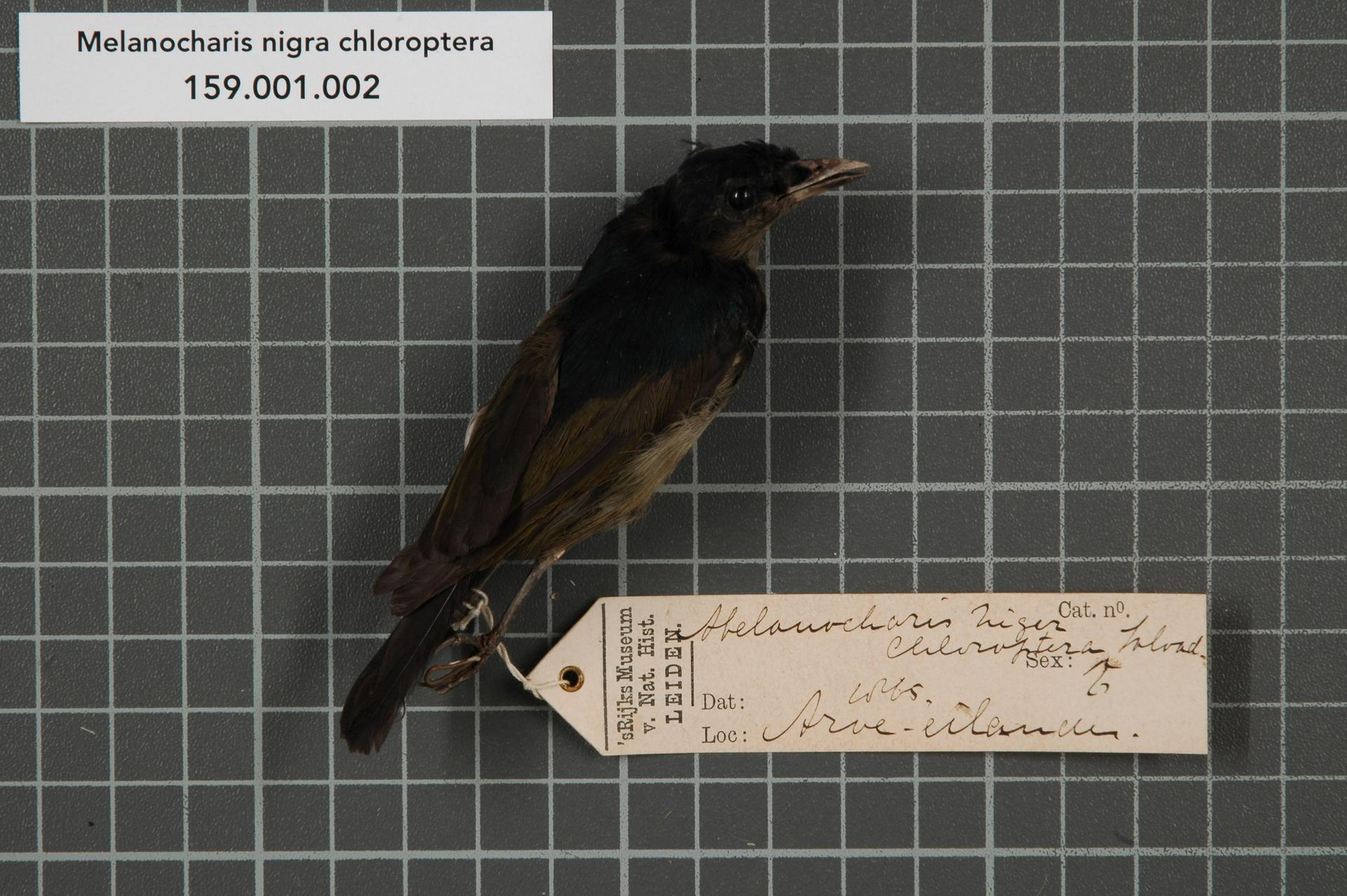
Maschio impagliato della sottospecie chloroptera.

Le quattro sottospecie presentano solo piccole differenze a livello morfologico (fa eccezione unicolor, dalla livrea uniformemente scura), mentre i richiami emessi sono uguali: gli studi più recenti, tuttavia, hanno trovato le differenze a livello genetico e morfologico sufficienti per mantenere la separazione tradizionale in quattro sottospecie.
Il beccabacche nero è molto affine al beccabacche oscuro, col quale forma una superspecie.